# Синовци
Синовци је српски филм снимљен 2006. године који је режирао Синиша Ковачевић.

## Улоге
| Глумац              | Улога                          |
| ------------------- | ------------------------------ |
| Петар Краљ          | Обрад Срећковић                |
| Миодраг Кривокапић  | Вукашин Катунац                |
| Бранислав Томашевић | Милан Срећковић - брат         |
| Ненад Маричић       | Милан Срећковић - син          |
| Никола Ракочевић    | Милан Срећковић - стриц (чича) |
| Љиљана Благојевић   | Спасенија Катунац              |
| Вук Костић          | Михајло Јапунџа                |
| Калина Ковачевић    | Нада Катунац                   |
| Рада Ђуричин        | Катунчева мајка                |
| Ева Рас             | Наставница                     |
| Жељка Башић         | Комшиница                      |
| Вукашин Савић       | свештеник                      |
| Љубомир Бандовић    | мародер                        |

## Награде
- Врњачка Бања: Трећа награда за сценарио.[2]

## Радња
Када је 21. новембра 1991, на дан своје крсне славе, Светог архангела Михајла, Обрад Срећковић, сељак из Великог Крчмара, пошао да на вуковарском ратишту пронађе свог сина Милана, понео је „све што нана пакује војнику“: колач, печење, кољиво, флашу ракије, писмо од девојке и чарапе. Обрад некако стиже до сремских пустопољина, али залута у сумрак и, када га већ полако почне хватати паника, угледа војнички логор.
У логору проналази Милана Срећковића из Великог Крчмара, али то није војник кога Обрад тражи. Ускоро се појављује и други Милан Срећковић из истог села, и када Обрад већ буде слутио неку војничку подвалу и буде био спреман да се брани, мајор Вукашин Катунац, командант зборишта, појављује се с правим Миланом, Обрадовим сином.
Ускоро ће се неспоразум разјаснити. 
Први Милан Срећковић из Великог Крчмара је Обрадов стриц, погинуо у Срему 1914. године, на Легет Пољу, када је била "Сремска офанзива", коју је водила војска Краљевине Србије. 
Други Милан је Обрадов брат, погинуо као партизан, на истим просторима, на Сремском фронту, 1944. године.
Убрзо ће Обрад схватити да је набасао на збориште за мртву српску војску изгинулу у тим крајевима, а која није сахрањена у завичају. Схвата да му је и син мртав, а како мртваци не старе, сва три Милана имају по 18 година.
Када буде питао откуд он ту и када му објасне да је и њега „снајпер уватио код Јанковаца“, лакнуће му. Захвалиће Богу и свом свецу што се и њему на тај свети дан нешто лепо догодило. У исто време у једном далеком граду из познате породице Катунац креће сахрана. Сахрањује се мајор Вукашин Катунац, херој вуковарског ратишта. Када и поред противљења присутних официра породица отвори сандук да се још једном опрости од покојника, на дну сандука наћи ће само две бетонске плоче. Ни трага од покојника. Супруга и ћерка мајора Катунца одмах седају у ауто и полазе на ратиште да га траже ...

## О филму
Свет мртвих, авантура свести и преиспитивање савести на путу до судилишта кроз дијалоге оца, брата и сина води фолклорну причу о пореклу, коренима, наслеђу, нерођеним и рођеним, десеткованим, непрекидним и непотребним бојевима и ратовима.  Свет живих, који су избегли могиле и зборишта, а који ће убрзо пронаћи пут ка њима, свесно или подсвесно жудећи за тим, страхује од тога да ће им неко пребацити да су се дуго задржали међу живима.

## О режисеру
Синиша Ковачевић (продуцент, сценариста и редитељ) је рођен 30. маја 1954. у Сремској Митровици, где је завршио основну школу и гимназију. Факултет драмских уметности, Одсек за драматургију, завршава у Београду. Пише за радио, филм и позориште. Бави се филмском, телевизијском и позоришном режијом. Редовни је професор универзитета на предмету драматургија. Био је управник Српског народног позоришта. Превођен је на македонски, словеначки, грчки, руски и енглески. Живи и ради у Београду.